# Буеначе-де-ла-Сьєрра
Буеначе-де-ла-Сьєрра (ісп. Buenache de la Sierra) — муніципалітет в Іспанії, у складі автономної спільноти Кастилія-Ла-Манча, у провінції Куенка. Населення — 111 осіб (2010).
Муніципалітет розташований на відстані близько 150 км на схід від Мадрида, 13 км на північний схід від Куенки.

## Демографія
Динаміка населення (INE ):